# Renaissance padouane
La Renaissance à Padoue débute, de l'avis unanime, en 1443 avec l'arrivée du sculpteur florentin Donatello. Grâce à un environnement particulièrement prédisposé et prolifique, une école artistique se développe qui, par sa précocité et la richesse de ses idées, est à l'origine de la diffusion de l'art de la Renaissance dans le nord de l'Italie.
Selon l'historien français André Chastel, la Renaissance padouane, dite « épigraphique et archéologique », est l'une des trois composantes fondamentales de la première Renaissance avec la florentine, « philologique et philosophique », et celle d' Urbino, dite « mathématique ».

## Contexte historique et culturel
Malgré la proximité physique de Venise (un peu plus de 30 km), Padoue est l'une des dernières villes vénitiennes à perdre son indépendance en entrant dans l'orbite de la Sérénissime à partir de 1405. La perte d'une cour majestueuse, qui était un moteur artistique, est amplement compensée par une longue tradition picturale, inaugurée par le séjour de Giotto dans la première moitié du XIVe siècle, par une Université réputée et par la dévotion ininterrompue à saint Antoine, autour de qui un sanctuaire important s'est développé, engendrant une série continue d'initiatives artistiques et architecturales.
Padoue est à cette époque le lieu où l'on étudie la culture ancienne, notamment la philologie, l'histoire et l'archéologie. La restitution du passé à travers tous types de sources et de vestiges disponibles, dite « antiquaire », a une tradition qui remonte à la fin du XIIIe siècle, et fut ravivée par le séjour de Pétrarque en 1349. Alors qu'une culture averroïste et aristotélicienne fleurissent dans le Studio (l'Université), visant avant tout à l'investigation scientifique et profane du monde physique et naturel (plutôt que théologique et métaphysique), la seigneurie des Carraresi s'appuie d'abord sur des modèles romains/impériaux, en contraste avec la culture byzantine de Venise.
Les contacts avec Florence sont précoces, grâce au séjour à Padoue pendant leurs exils respectifs de personnalités telles que Cosme de Médicis et Palla Strozzi, ainsi que celui de quelques artistes toscans. Padoue a su appeler Giotto, et le « giottisme » est autant padouan que florentin. À la fin du Trecento, la ville accueille un autre Florentin, Giusto de Menabuoi, qui est de ceux qui proposent des solutions spatiales d'une cohérence et d'un modernisme dont on ne trouve l'équivalent qu'un demi-siècle plus tard à Florence. Il y réalise notamment les fresques du baptistère où il innove en ouvrant le « lieu » de l'Annonciation vers des espaces significatifs mais suggérés.
Mais c'est surtout le monde des savants locaux qui prépare un terrain fertile à l'ancrage de l'humanisme et de la Renaissance. Ces savants recherchent et étudient les vestiges romains, en particulier les épigraphes, aboutissant à une évocation fantastique où les éléments classiques originaux et les éléments modernes de « style » se confondent parfois sans examen critique. Parmi eux, figurent Cyriaque d'Ancône, qui parcourt la Méditerranée à la recherche de monuments antiques, et Felice Feliciano, antiquaire, ami et admirateur d'Andrea Mantegna.

## Sculpture

### Donatello

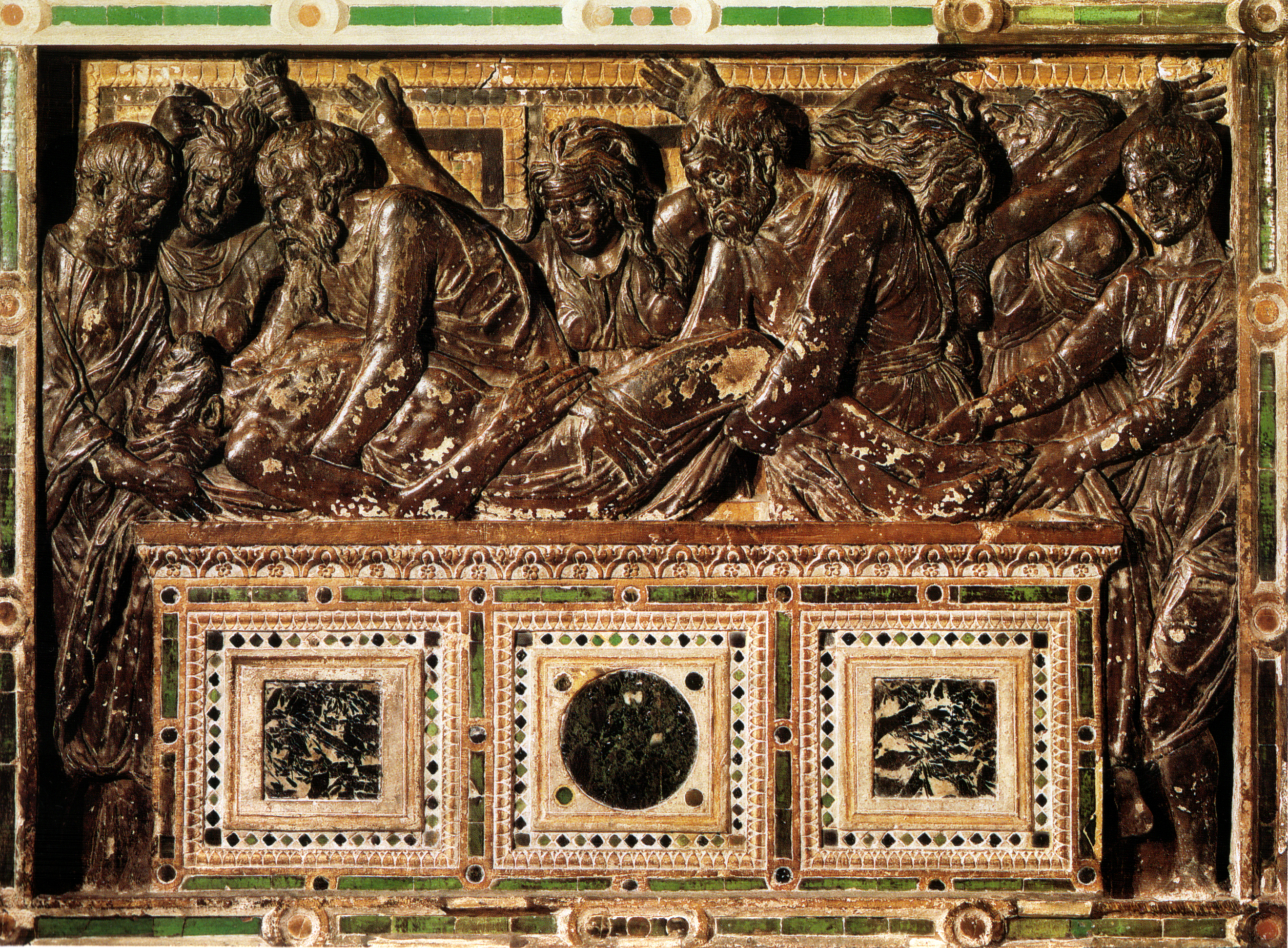
Déposition du Christ.

À Padoue, un lien pertinent et précoce se développe entre l'humanisme toscan et les artistes du Nord. De nombreux artistes toscans sont actifs dans la ville vénitienne entre les années trente et quarante du XVe siècle : Fra Filippo Lippi (de 1434 à 1437), Paolo Uccello (1445) et le sculpteur Niccolò Baroncelli (it) (1434-1443).
L'arrivée dans la ville du maître florentin Donatello, père de la Renaissance en sculpture, est toutefois fondamentale car il y laisse des œuvres marquantes comme le Monument équestre à Gattamelata et l'autel de la basilique Saint-Antoine de Padoue. Donatello reste dans la ville de 1443 à 1453, où il crée également un atelier. Les raisons pour lesquelles Donatello quitte la ville ne sont pas claires, son départ pouvant être lié à des raisons contingentes, comme l'expiration du bail de son atelier, ou à l'environnement florentin qui commence à être moins favorable à son art rigoureux. Rien ne permet de confirmer l'hypothèse selon laquelle Donatello est parti à l'invitation du riche banquier florentin en exil Palla Strozzi.
À Padoue, l'artiste trouve un environnement ouvert et enthousiaste, prêt à accepter la nouveauté que son travail apporte à une culture déjà bien caractérisée. Donatello s'y imprègne également de spécificités locales, comme le goût de la polychromie, l'expressionnisme linéaire d'origine germanique (présent dans de nombreuses statues vénitiennes) et les autels en bois ou de polyptyques mixtes de sculpture et de peinture, qui ont probablement inspiré l'autel de la basilique.

#### Crucifix de la basilique Saint-Antoine-de-Padoue
La première œuvre documentée avec certitude de Donatello à Padoue est le  Crucifix de la basilique Saint-Antoine-de Padoue  (1444-1449), une œuvre monumentale en bronze qui est aujourd'hui intégrée au maître-autel, mais qui à l'époque a dû être conçue comme une œuvre indépendante. La figure du Christ est modelée avec une grande précision dans le rendu anatomique, dans les proportions et dans l'intensité expressive, aiguisée par une coupe sèche et précise des muscles abdominaux. La tête est un chef-d'œuvre pour son rendu dans les moindres détails, la barbe et les cheveux minutieusement modelés, et pour l'émotivité déchirante, mais composée, de la souffrance dans l'instant proche de la mort terrestre.

#### Maître-autel de la basilique

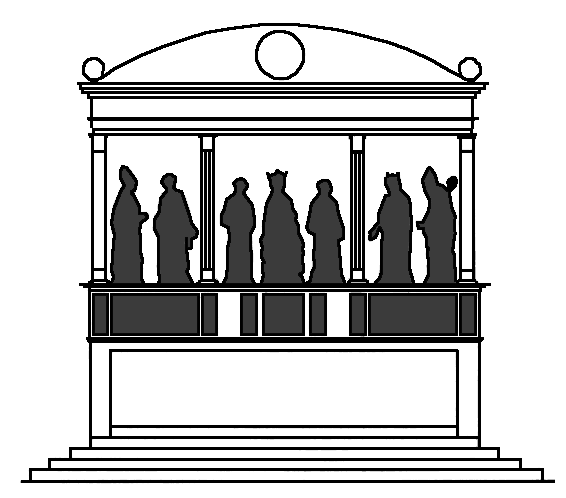
Reconstruction possible du maître-autel de Saint-Antoine-de Padoue.

Peut-être grâce à la réception favorable du Crucifix, vers 1446, Donatello reçoit une commande encore plus impressionnante et prestigieuse, la construction de l'ensemble de l'autel de la basilique, œuvre composée de près de vingt bas-reliefs et de sept statues en bronze disposées en rond, sur lesquelles il travaille jusqu'à son départ de la ville. La structure architecturale originale de cet ensemble a été perdue à la suite de son démantèlement en 1591. Compte-tenu de l'extrême attention avec laquelle Donatello définit habituellement les relations entre les figures, l'espace et le point de vue de l'observateur, il s'agit d'un perte importante. L'arrangement actuel remonte à une recomposition arbitraire de 1895.
L'aspect original devait rappeler une « conversation sacrée » en trois dimensions, avec les figures des six saints en rond, disposées autour d'une Vierge à l'Enfant sous une sorte de baldaquin peu profond entouré de huit colonnes ou piliers, placé à proximité des arcades du déambulatoire, et non à proximité du presbytère comme aujourd'hui. La base, ornée de bas-reliefs sur tous les côtés, constituait une sorte de prédelle.
L'effet général doit engendrer une propagation du mouvement en ondes successives, et de plus en plus intenses, à partir de la Vierge au centre, qui est représentée en train de se lever du trône pour montrer l'Enfant aux fidèles. Les autres statues disposées en rond (les saints François, Antoine, Justine, Daniel, Louis et Prosdocime) ont des gestes naturels et calmes, marqués par une solennité statique, avec une économie de gestes et d'expressions qui évite des tensions expressives trop fortes et qui contraste avec les scènes dramatiques des bas-reliefs représentant les miracles du saint, entourées de quelques bas-reliefs mineurs : les panneaux des symboles des quatre évangélistes et douze putti.

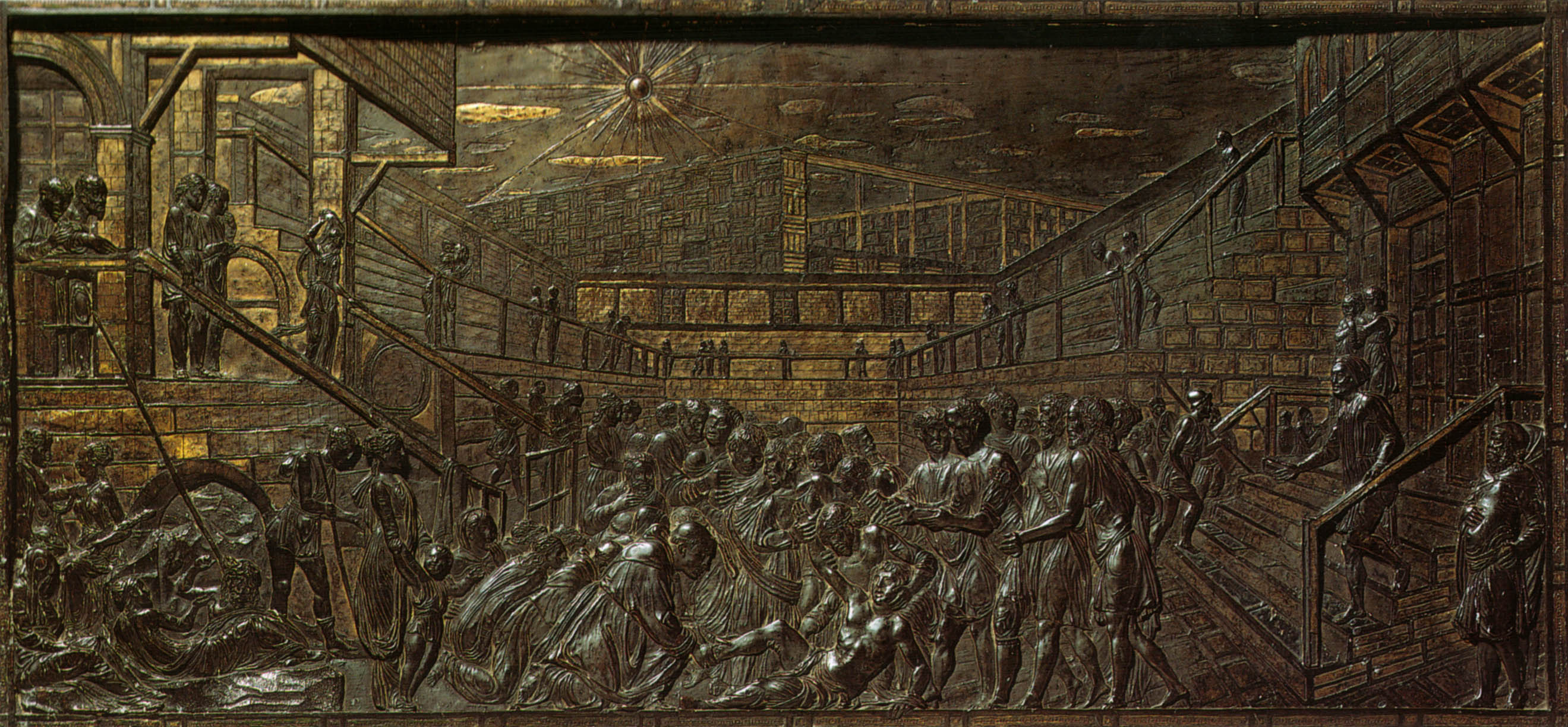
Miracle du fils repenti.

Les quatre grands panneaux illustrant les Miracles de saint Antoine représentent des scènes bondées, où l'événement miraculeux se mêle à la vie quotidienne, mais est toujours immédiatement identifiable grâce à l'utilisation de lignes de force. En arrière-plan, des toiles de fond majestueuses s'ouvrent sur des architectures extraordinairement profondes, malgré son relief aplati (stiacciato) très bas. De nombreux thèmes sont empruntés aux monuments anciens, mais l'image de la foule frappe de prime abord et, pour la première fois, devient partie intégrante de la représentation. Le Miracle de l'âne est divisé en trois parties par des arcs raccourcis qui ne sont pas proportionnés à la taille des groupes de personnage et qui amplifient la solennité du moment. Le Miracle du fils repenti se déroule dans une sorte de cirque, les lignes obliques des escaliers dirigeant le regard du spectateur vers le centre. Le Miracle du cœur de l'avare a un récit similaire qui montre simultanément les événements clés de l'histoire en faisant exécuter à l'œil de l'observateur un mouvement circulaire guidé par les bras des personnages. Enfin, dans le Miracle du nouveau-né qui parle, certaines figures au premier plan, placées devant les piliers, sont de plus grande taille, projetées illusoirement vers le spectateur. La ligne est articulée et vibrante, avec des éclairs de lumière rehaussés par la dorure et l'argenture (maintenant oxydées) des pièces architecturales.
Dans la Déposition, peut-être destiné à l'arrière de l'autel, Donatello retravaille l'ancien modèle de la mort de Méléagre ; l'espace est annulé et seuls le sarcophage et un bas-relief de figures douloureuses restent de la composition aux expressions faciales et aux gestes exaspérés, avec un dynamisme accentué par les contrastes des lignes qui génèrent des angles aigus. La ligne dynamique se démarque, renforcée par la polychromie. Dans ce travail, d'un impact fondamental dans l'art du nord de l'Italie, Donatello renonce aux principes typiquement humanistes de rationalité et de confiance en l'individu, qu'il a réaffirmé dans les mêmes années dans le Monument équestre à Gattamelata. Ce sont les premiers symptômes, capturés avec une extrême promptitude par l'artiste, de la crise des idéaux de la première Renaissance qui mûrit dans les décennies suivantes.

#### Monument équestre à Gattamelata

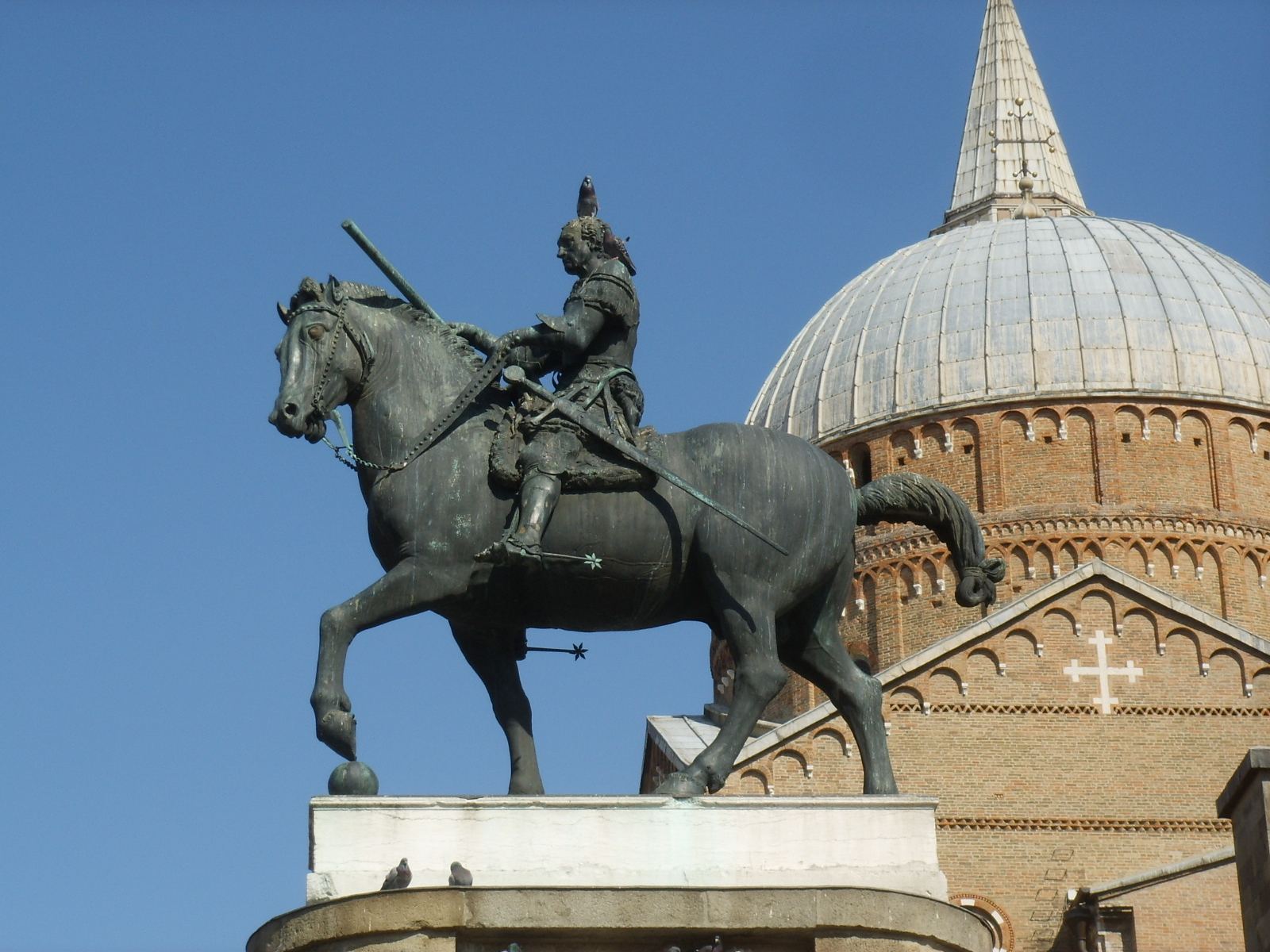
Monument équestre à Gattamelata.

Donatello est commissionné par les héritiers du condottiere Erasmo da Narni, dit Gattamelata (décédé en 1443), probablement en 1446, pour créer sa statue équestre sur la place devant la basilique Saint-Antoine-de-Padoue. Le travail du bronze, qui permet à l'artiste de s'essayer à la typologie délicieusement classique du monument équestre, est achevé en 1453.
Conçu comme un cénotaphe, il se dresse dans ce qui est à l'époque un cimetière, dans un endroit soigneusement étudié par rapport à la basilique voisine, c'est-à-dire légèrement en retrait de la façade et sur le côté, dans l'axe d'un accès routier important garantissant une visibilité de points de vue multiples.
Il n'existe pas de précédent récent pour ce type de sculpture : les statues équestres du XIVe siècle, dont aucune n'est en bronze, surmontaient généralement les tombes (comme les tombeaux des Scaligeri). Il existe des précédents dans la peinture comme Guidoriccio da Fogliano de Simone Martini et le Monument équestre de Sir John Hawkwood de Paolo Uccello, mais Donatello est probablement plus inspiré par des modèles classiques comme la statue équestre de Marc Aurèle à Rome, la Regisole de Pavie et les Chevaux de Saint-Marc, dont il reprend l'image du cheval qui avance au pas avec l'encolure vers le bas.
Donatello crée une expression originale basée sur le culte humaniste de l'individu, où l'action humaine semble guidée par la pensée. Dans l'œuvre, posée sur un socle haut, la figure de l'homme est idéalisée : ce n'est pas un portrait du vieil homme malade avant la mort, mais une reconstruction idéale, inspirée du portrait romain, avec une identification physionomique précise, certainement pas aléatoire. Le cheval a une position verrouillée grâce à l'expédient de la balle sous le sabot, qui agit également comme un point de décharge pour les forces statiques. Le capitaine, les jambes tendues sur les étriers, fixe un point éloigné et tient le bâton de commandement dans sa main en position oblique, l'épée au fourreau, toujours en position oblique : ces éléments sont un contrepoint des lignes horizontales du cheval et de la verticalité du condottiere, accentuant le mouvement vers l'avant qui est également souligné par le léger décalage de la tête.

### Autres sculpteurs

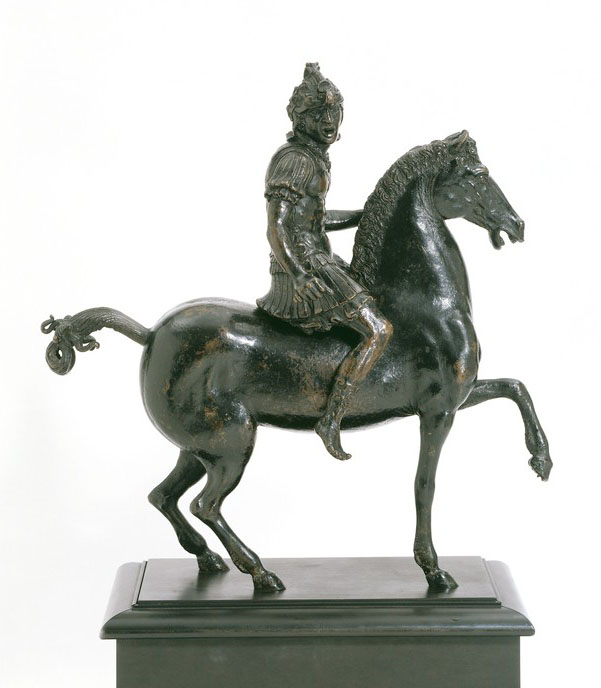
Andrea Briosco connu sous le nom de il Riccio, Chevalier hurlant (environ 1510), Victoria and Albert Museum.

L'héritage de Donatello est à peine compris et utilisé par les sculpteurs locaux (même par Bartolomeo Bellano), alors qu'il a une influence plus forte et plus durable sur les peintres. Dans la seconde moitié du XVe siècle, de nombreux sculpteurs, originaires principalement de Vénétie et de Lombardie, travaillent à Padoue, notamment sur le chantier de la Basilique et en particulier dans la chapelle Saint-Antoine.
En 1500, grâce à l'héritage du général Francesco Sansone de Brescia, les frères Lombardo sont embauchés. Tullio Lombardo est l'auteur du relief du Miracle de la jambe rattachée qui comporte une illusion de la perspective propre à Donatello, mais avec une composition isocéphale des figures au premier plan, suivant la simplification géométrique qui, entre-temps, s'est répandue dans la peinture avec Antonello de Messine entre autres. En 1501, il reçoit la commande d'un second relief représentant la Mort de saint Antoine, qui ne fut jamais réalisé. En 1505, avec son frère Antonio, il réalise un panneau de Saint Antoine faisant parler un nouveau-né.
La diffusion de la mode antique stimule la naissance d'une véritable mode pour les bronzes antiques qui a son centre à Padoue. Le meilleur interprète du genre est Andrea Briosco dit il Riccio, qui commence une production capable de rivaliser avec les ateliers florentins.

## Peinture

### Squarcione et ses élèves

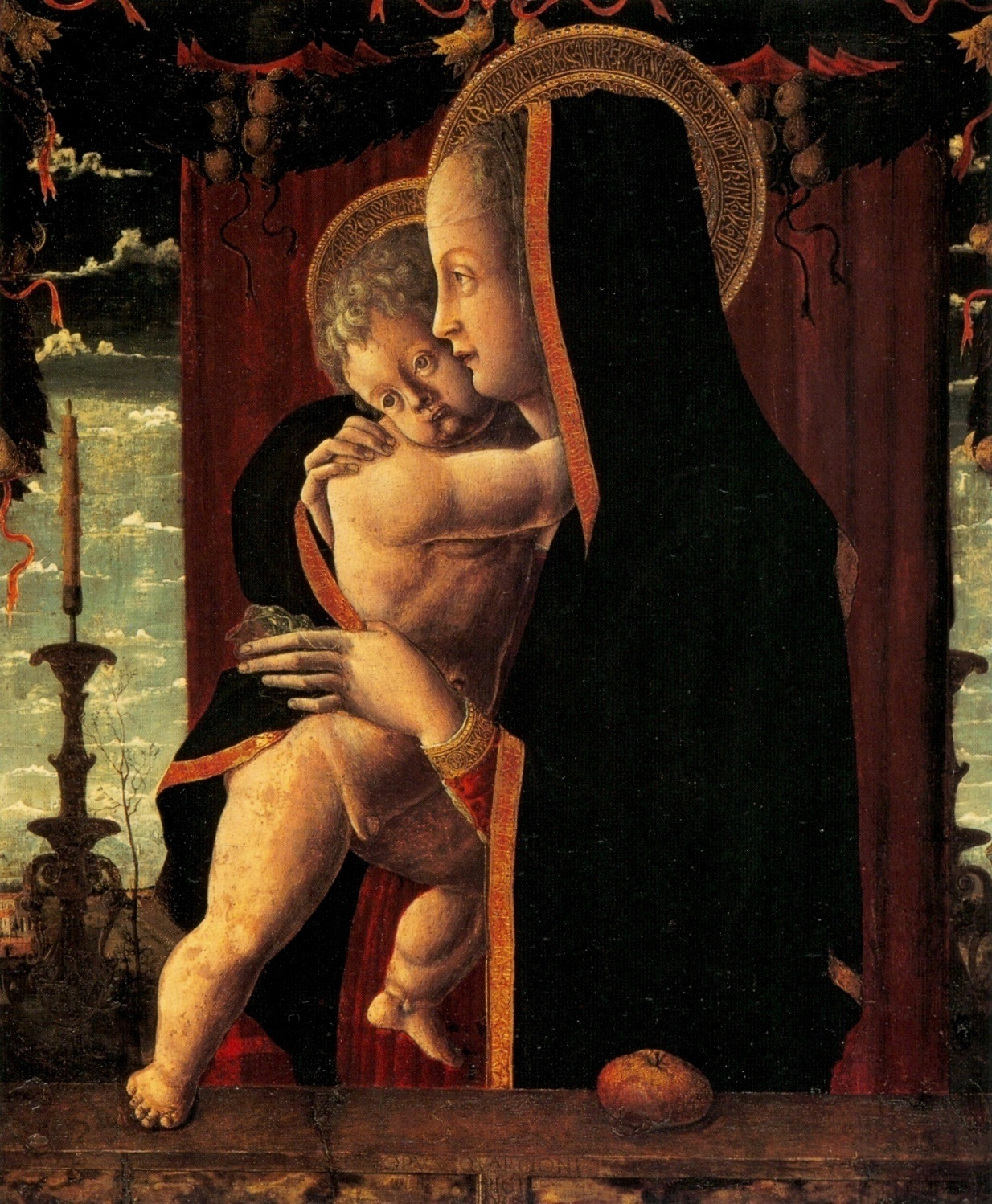
Francesco Squarcione, Vierge à l'Enfant (1455), Berlin, Gemäldegalerie.

Comme précédemment à Florence, la leçon de Donatello n'a que quelques adeptes dans la sculpture, et sert plutôt de modèle aux peintres, en particulier en ce qui concerne l'accentuation de la perspective et la ligne comprise comme l'élément générateur de la forme.
Cela concerne essentiellement l'atelier de Francesco Squarcione, un artiste et maître qui accueille des artistes aux origines les plus variées, leur transmettant les secrets du métier et la passion des antiquités. Son amour pour l'Antiquité, qui dans les années 1420 l'a peut-être amené jusqu'en Grèce, est lié dans ses œuvres à une spatialité de type gothique tardif et à une préférence pour les lignes élaborées et coupantes. Dans la Vierge à l'Enfant de la Staatliche Museen de Berlin, conçue à partir d'un dessin de Donatello, se trouvent les éléments typiques qu'il transmet à ses élèves : festons de fleurs et de fruits, couleurs intenses et marbrées, lignes fortes et formes carrées.
Chaque étudiant a tiré des résultats différents, parfois opposés, de son enseignement, allant du classicisme sévère chez Andrea Mantegna aux exaspérations fantastiques des soi-disant « squarcioneschi », tels que Marco Zoppo, Carlo Crivelli et Schiavone. Ces derniers, bien qu'avec des variantes personnelles, partagent une prédilection pour les contours durs et cassés, les couleurs intenses qui font que les teintes de la peau et les tissus ressemblent à des pierres et des émaux, l'utilisation d'éléments anciens pour des décorations savantes et l'application d'une perspective plus intuitive que scientifique. Certains d'entre eux, comme Zoppo et Schiavone, ont également été influencés par Piero della Francesca arrivé à Padoue vers les années 1450 pour la construction de la chapelle Ovetari.
Plus tard, lorsque les influences de la manière naturaliste vénitienne se font plus fortes dans la ville et dans la Vénétie en général, le style exaspéré des squarcioneschi est supplanté et ils partent vers des centres plus périphériques, le long des côtes de la mer Adriatique, donnant naissance à une culture picturale « adriatique » particulière, avec des représentants des Marches à la Dalmatie.

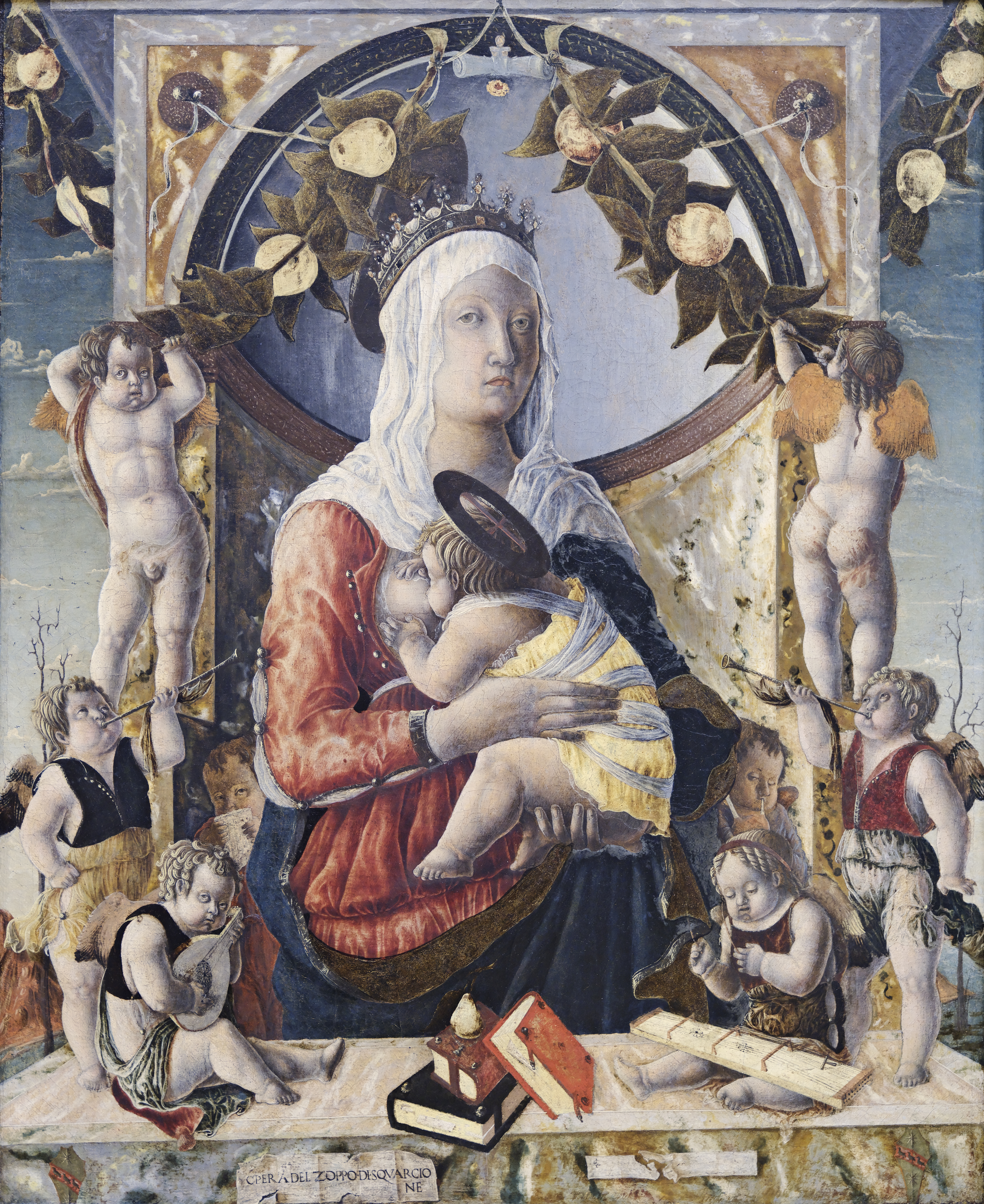
Marco Zoppo, Madonna del Latte (1453-1455).
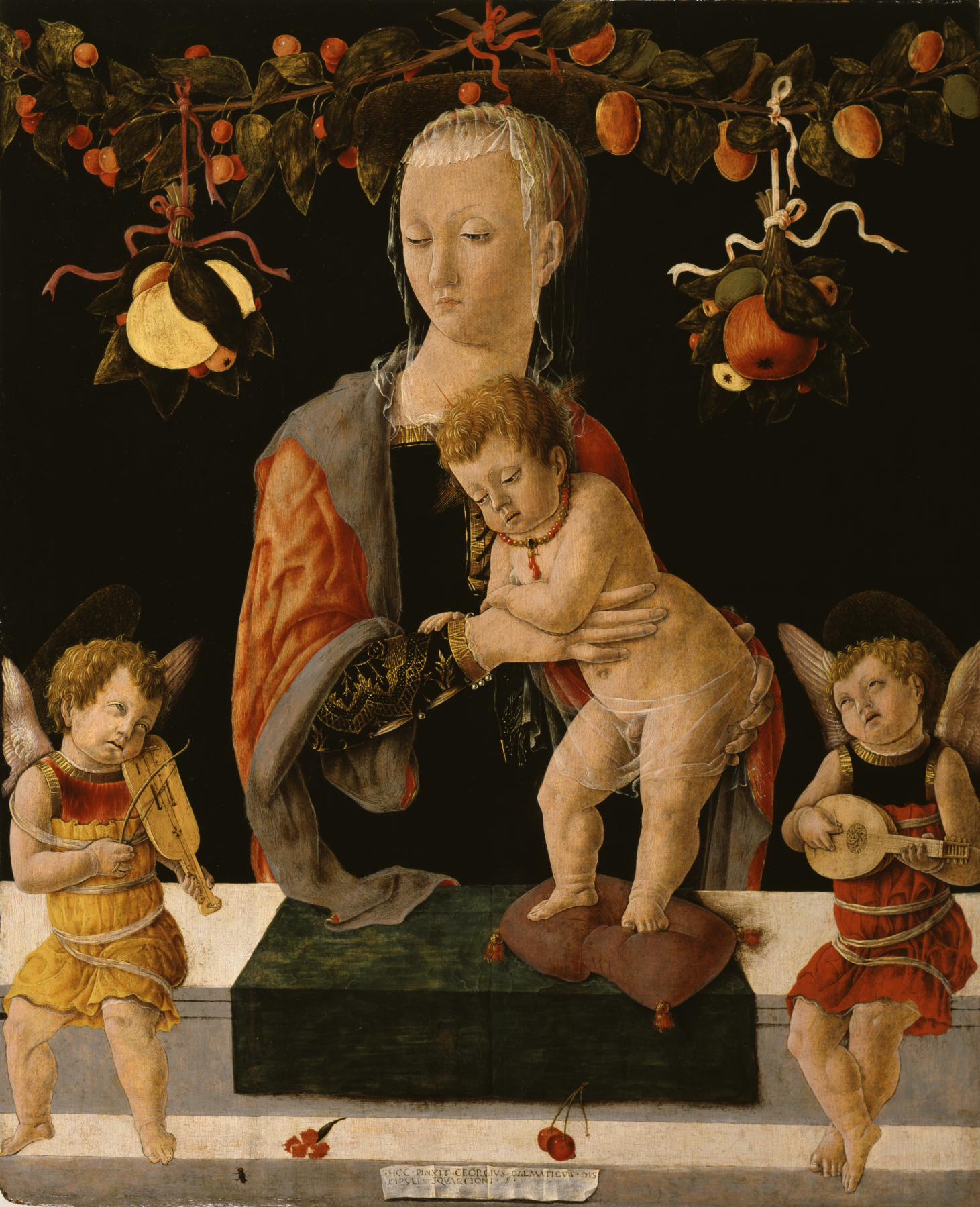
Giorgio Schiavone, Vierge à l'Enfant avec deux anges musiciens (1459-1460).
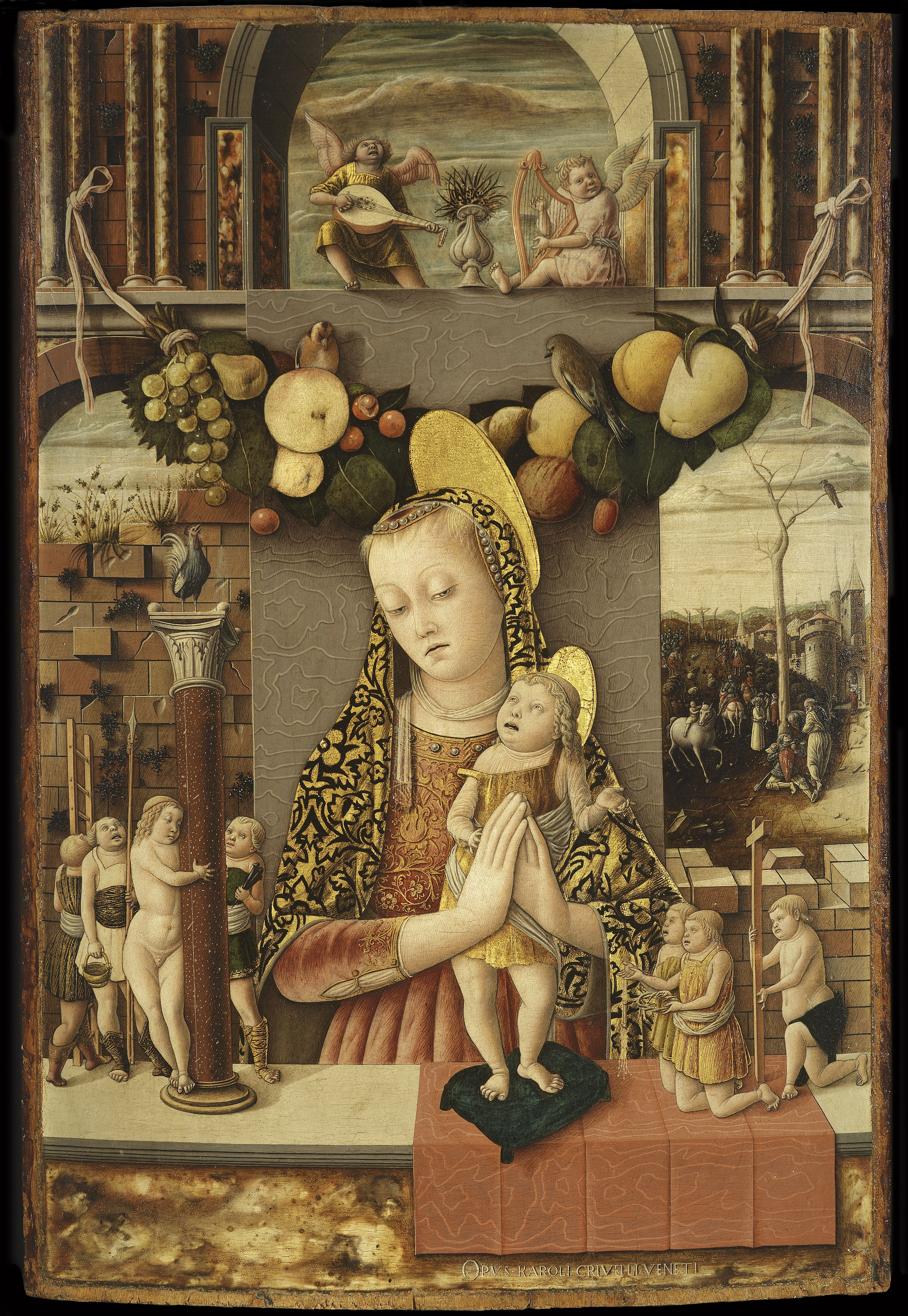
Carlo Crivelli, Vierge à l'Enfant (vers 1460).

### Chapelle Ovetari et formation de Mantegna

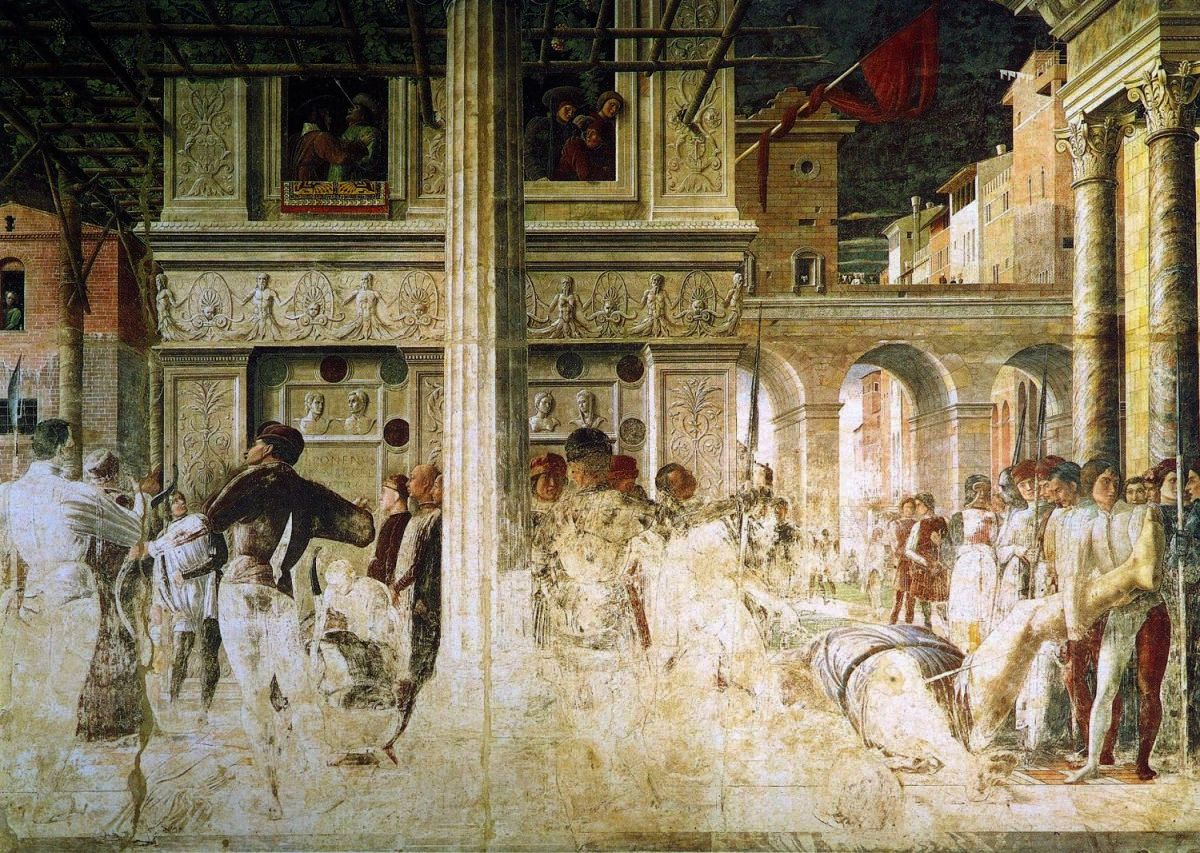
Mantegna, Martyre et translation de saint Christophe, chapelle Ovetari.

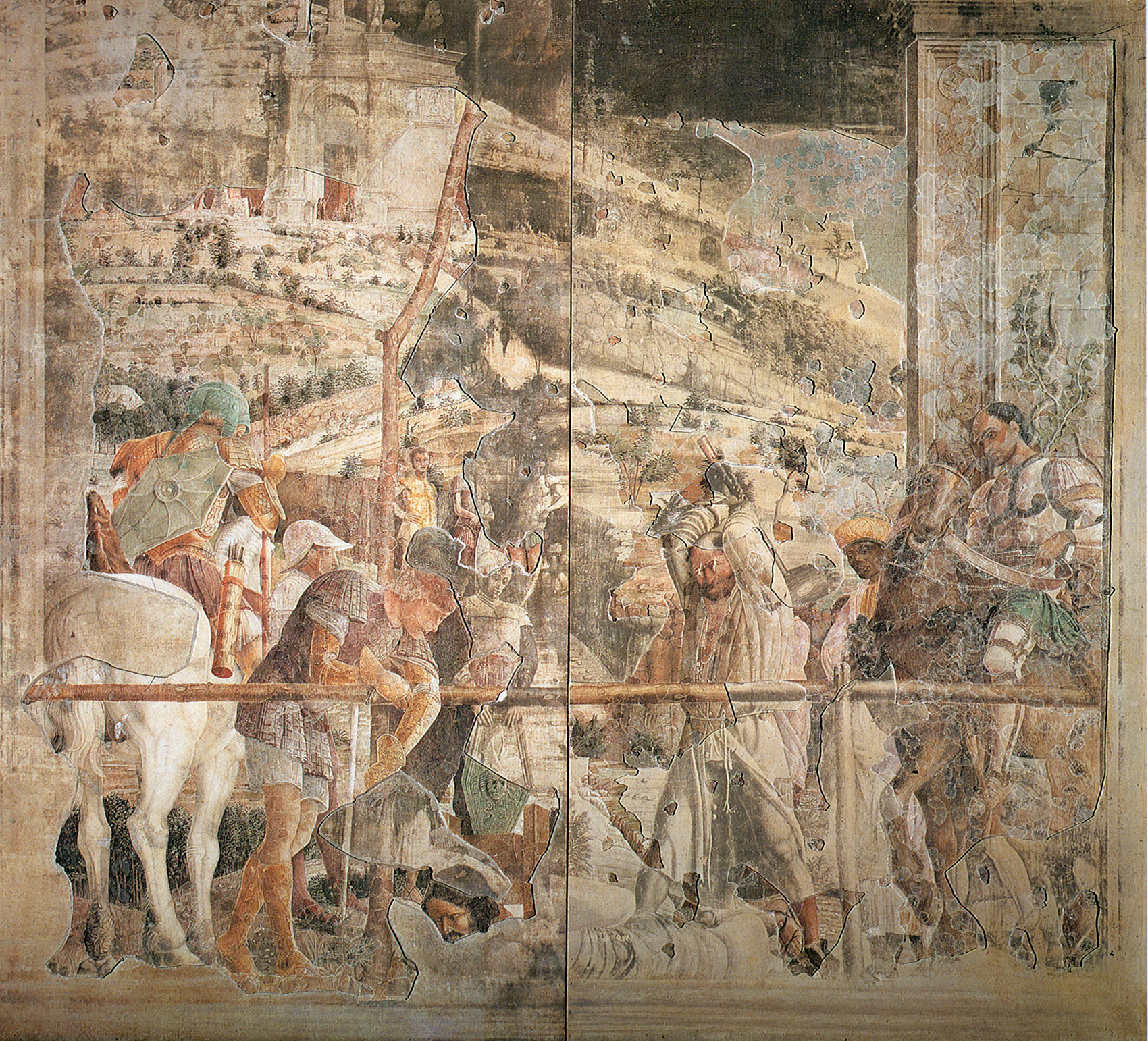
Mantegna, Martyre de saint Jacques, copie photostatique en couleurs, chapelle Ovetari.

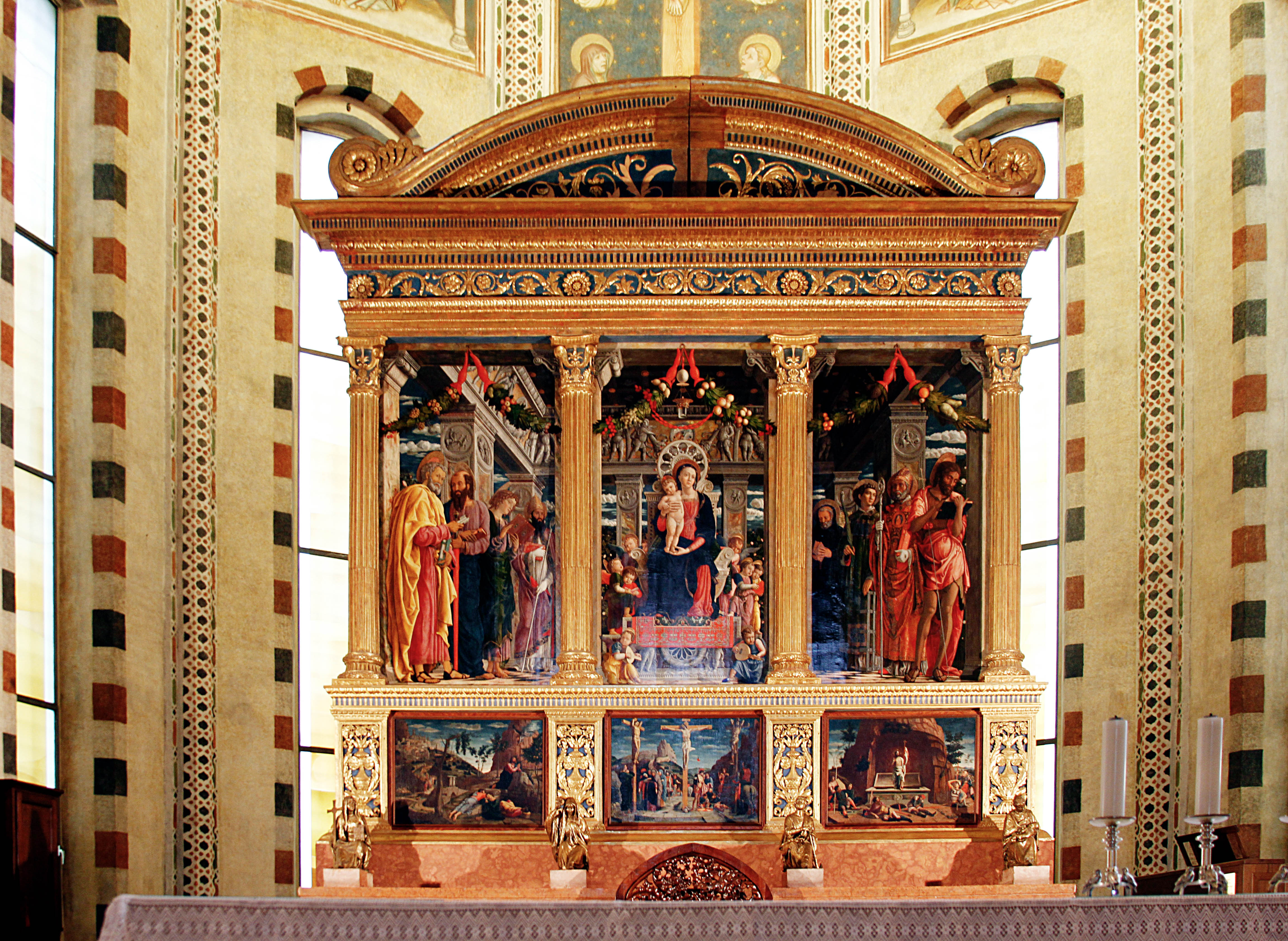
Mantegna, Retable de San Zeno.

Les différentes tendances qui animent la vie artistique padouane sont réunies dans la décoration de la chapelle Ovetari de l'église des érémitiques commencée en 1448. Un groupe hétérogène d'artistes est chargé de créer les fresques, allant, pour les plus âgés, de Giovanni d'Alemagna et Antonio Vivarini, remplacé en 1450-1451 par Bono da Ferrara et Ansuino da Forlì, stylistiquement lié à Piero della Francesca, aux plus jeunes, Niccolò Pizzolo et Andrea Mantegna. Au début de sa carrière, après son apprentissage dans l'atelier de Francesco Squarcione,  ce dernier, en particulier, peint avec une utilisation précise de la perspective combinée à une recherche antique rigoureuse, bien plus profonde que celle de son professeur.
Dans les Histoires de saint Jacques (1447-1453, détruites en 1944), de nombreux détails sont tirés de l'Antique (armures, costumes, architecture), mais à la différence des peintres « squarcioneschi », ce ne sont pas de simples décorations avec une saveur érudite, mais la contribution à une véritable reconstitution historique des événements. L'intention de recréer la monumentalité du monde antique confère aux figures humaines une certaine rigidité, qui les fait ressembler à des statues. Le Martyre de saint Christophe apparaît plus détendu, peint lors de la phase finale des travaux (1454-1457), lorsque les architectures ont acquis le caractère illusionniste qui est l'une des caractéristiques de base de la production de Mantegna. Une loggia semble s'ouvrir sur le mur où se déroule la scène du martyre, dans un cadre plus aéré. Les figures, également tirées de l'observation quotidienne, sont plus apaisées et identifiées psychologiquement, avec des formes plus douces, qui suggèrent l'influence de la peinture vénitienne, en particulier de Giovanni Bellini, avec qui la sœur de Mantegna s'est finalement mariée en 1454.
Un changement advient sans équivoque dans la réalisation ultérieure du Retable de San Zeno, peint à Padoue pour une église de Vérone, commandé en 1456 et achevé en 1459, avec un cadre en bois doré d'origine. Les principaux panneaux de l'œuvre représentent une Conversation sacrée, placée dans un portique quadrangulaire ouvert, clairement inspiré de l'autel de la basilique Saint-Antoine de Donatello. L'étude de l'emplacement final de l'œuvre a été très minutieuse, les lignes de perspective étant tracées à partir de celles du chœur de l'église vu de la nef et de la lumière de droite qui coïncide avec celle qui entre par une fenêtre ouverte à la demande explicite du peintre. Plus encore que dans les fresques de l'Eremitani, la peinture est orientée vers une fusion de lumière et de couleur qui produit des effets illusionnistes, avec l'utilisation des savoir-faire anciens et de la perspective qui sont développées par l'artiste durant son long séjour à Mantoue à partir de 1460.

### Années suivantes
Dans les années suivantes, Padoue perd son rôle d'« infuseur culturel », supplantée par la ville voisine de Venise. Des événements artistiques importants sont enregistrés tout au long du XVIe siècle, lorsque les artistes étrangers y laissent des chefs-d'œuvre avant de partir comme Lorenzo Lotto, le Romanino et surtout le jeune Titien, qui a déjà créé un premier chef-d'œuvre innovant avec les fresques de la Scuola del Santo, rompant avec la tradition de Giorgione et mettant l'accent sur les masses de couleurs utilisées de manière expressive. D'autres artistes vénitiens travaillent sur le même cycle, comme Domenico Campagnola, Bartolomeo Cincani et d'autres, mais on ne peut pas parler d'une véritable « école », du moins pas de premier rang dans le contexte italien.

## Patrimoine
Padoue, dès le début du milieu du XVe siècle, est le principal point de rencontre entre la nouvelle perspective toscane et les peintres actifs dans les villes du Nord. De nombreux maîtres y vivent une partie de leur jeunesse : parmi les plus importants, en plus de Mantegna, peintre des Gonzague à Mantoue, figurent Cosmè Tura, père de l'École de Ferrare, Vincenzo Foppa, chef de l'école de Milan, Carlo Crivelli, principal représentant de la peinture dans les Marches dans la seconde moitié du XVe siècle.

## Source de traduction
- (it) Cet article est partiellement ou en totalité issu de l’article de Wikipédia en italien intitulé « Rinascimento padovano » (voir la liste des auteurs).